# Lennia maracanda
Lennia maracanda is een vlinder uit de familie van de dikkopjes (Hesperiidae). De soort is voor het eerst wetenschappelijk beschreven als Hesperia maracanda door William Chapman Hewitson in een publicatie uit 1876.

## Verspreiding
De soort komt voor in Ivoorkust, Nigeria, Kameroen, Gabon, Congo-Kinshasa, Angola en Zambia.

## Waardplanten
De rups leeft op soorten van de palmenfamilie (Arecaceae) waaronder die van het geslacht Eremospatha.